# Kokélé
Kokélé est une localité et une commune rurale du Mali de l'arrondissement central de Bougouni, dans le cercle de Bougouni et la région de Bougouni.

## Villages
La commune s'étend sur 12 localités relevées lors du recensement général de 2009. 
Les villages les plus peuplés sont :
- Kokélé (1 483 habitants)
- Dissan (891 habitants)
- Mena (790 habitants)